# Keiko Devaux
Keiko Devaux, née en 1982, est une compositrice canadienne de musique classique contemporaine.

## Biographie
Elle est née à Castlegar en Colombie-Britannique, puis elle grandit à Nelson. Son père originaire de France et sa mère étant Canadienne-japonnaise, Keiko Devaux grandit dans un environnement bouddhiste et entourée de vinyles de chansonniers français. Elle grandit dans une communauté qui lui est étrangère et c’est en partie ce qui l’amène à s’installer à Montréal à la suite de ses études musicales au Selkirk College (en) dans le programme technologique.
Keiko Devaux est introduite à la musique très jeune et elle commence sa carrière avec des études en interprétation au piano. Mais peu portée sur les compétitions et les performances, elle se tourne vers la composition.

## Parcours et carrière
Durant sa formation musicale, Keiko Devaux étudie en Italie pendant 2 ans à l’Academia Musicale Chigiana avec le maestro Salvatore Sciarrino qui fait partie de ses principales influences dans la musique avec Pierre Michaud, Alvin Lucier, Kaija Saariaho, David Lang ou encore Jürg Frey.
Elle complète à l’Université de Montréal un baccalauréat en musique avec concentration écriture, une maîtrise en composition avec un mémoire de maîtrise sur La traduction de l’expérience par l’interprétation de motifs extramusicaux en 2017, puis un doctorat en en composition et création sonore avec une thèse de doctorat sur L’abstraction musicale, composer sur l’expérience à travers la mémoire auditive en 2021, « Le but [ultime] de la thèse est de mettre en lumière des façons dont les compositeurs utilisent la mémoire, l’imagination sonore et l'abstraction pour développer notre matériau musical. » (Keiko Devaux, thèse Doctorat, 2021).
Elle participe également à une résidence du CNA (Centre National des Arts) de 2020 à 2022 où elle compose bioluminescence qui est une pièce pour ensemble de cuivres. « Une résidence de deux ans permettant à des compositeurs de travailler en étroite collaboration avec Alexander Shelley et l’Orchestre du Centre national des Arts, quelle occasion précieuse et captivante! Je suis remplie de reconnaissance à l’idée d’œuvrer avec les musiciens et le directeur artistique de l’Orchestre, mais aussi avec toute l’équipe du CNA, et ainsi d’apprendre, de relever des défis et de développer ma pratique de compositrice. » (Keiko Devaux, avril 2021).
Au cours de sa carrière, elle est nommée compositrice agrée au Centre de musique canadienne au Québec, compositrice en résidence au Nouvel Ensemble moderne entre 2016 et 2018, en plus de sa résidence au CNA. Elle occupe pendant un temps le poste de présidente du conseil d’administration de Code d’accès, puis elle est membre d’un groupe de musique, The Acorn.
Dans sa carrière de compositrice, ces œuvres sont jouées dans de nombreux pays comme le Canada, la France, l'Allemagne, la Belgique, l'Italie, les États-Unis, Israël et bien d’autres. Ces œuvres sont interprétées par divers ensembles comme le Nouvel Ensemble Moderne, le Quatuor Molinari, le Trio Fibonacci, l’Ensemble Arkea, le Quartetto Prometeo, musica assoluta, l’ensemble Sturm und Klang, le Jasper String Quartet, le Rolston String Quartet, l’ensemble Talea et les Israel Contemporary Players. De plus, la compositrice travaille avec des chorégraphes et des cinéastes.

## Travaux de recherche
Au cours de ses études de deuxième cycle, Keiko Devaux mène des recherches sur des phénomènes qui influencent son écriture musicale. En août 2017, elle publie son mémoire de maîtrise sur la traduction de l’expérience par l’interprétation de motifs extramusicaux. Dans ce document, elle fait une analyse de neuf pièces de son cru ayant été composées à partir de matériel extérieur à la musique, comme une conversation humaine, des mouvements d’oiseaux migrateurs, ou simplement des œuvres artistiques extérieures.
En août 2021, elle marque la fin de ses études en publiant sa thèse de doctorat, intitulée : Abstractions musicales : composer l’expérience à travers la mémoire auditive. Présentée en deux parties, elle débute par un document de recherche sur l’impact que les souvenirs auditifs, l’affect émotionnel, la division et la distorsion de la mémoire ont sur l’audition de la musique. Puis, à l’aide de huit œuvres originales, une méthodologie de composition découlant de ces résultats est présentée.

## Stylistique
Dès la fin de son parcours collégial, Keiko Devaux réalise que l’esprit de compétition et la perfection ne l’attire pas. Au fil de sa carrière, elle développe un langage musicale basé sur les imperfections, préférant traduire des expériences subjectives, plutôt que des faits stricts. Ses œuvres jouent intentionnellement avec la frontière entre les genres musicaux. Elle façonne des contrastes entre les mélodies et les harmonies en utilisant des sons autant acoustiques qu’électroacoustiques, et même du bruitisme. Nombre de ses œuvres sont interdisciplinaires, où elle va créer des images visuelles pour contraster ou compléter la musique, comme des chorégraphies, des effets de lumières ou des machines à fumées. Ses orchestrations de prédilection sont : soit une orchestration variée, comme un orchestre symphonique, qui lui offre une variété de timbres; soit un ensemble d’instruments de même famille, qui lui permettent d’établir un son riche et homogène. Les créations de Keiko Devaux prennent place dans la stylistique contemporaine.

## Inspirations
D’abord, les inspirations extramusicales prennent une place importante dans son œuvre. Une première source d’inspiration pour elle sont les conversations humaines. Leur ton et leur rythme lui inspirent deux pièces : Conversation I et Falling’s just like Flying. Ces pièces sont directement dérivées de conversations filmées, desquelles elle a traduit le rythme, le senti des émotions communiquées, ainsi que certaines manifestations non verbales. Un deuxième exemple est retrouvé dans les phénomènes d’auto-organisation naturelle, telle que les mouvements migratoires, les mouvements de l’eau… La nature lui inspire également des œuvres portant sur la bioluminescence, l’efflorescence, et ainsi de suite.
Son parcours la mène également à faire des recherches sur ses héritages japonais et canadien. Les résultats de cette recherche combinés à la rencontre de Mark Takeshi McGregor la poussent à la composition de Hōrai, un solo de flûte avec électronique, vidéo et machine à fumée illustrant des liens entre les présences spirituelles et le tangible.

## Œuvres

### Œuvres solo et duo
- Sempervivum, pour violoncelle seul (2022)
- Hōrai, pour flûte seule avec sons électroniques, vidéo et machine à fumée (2021)
- Sépulcre, pour contrebasse et voix (2016)
- Murmuration, pour piano et bande (2015)
- Conversation I : reconciliation, pour piano et violon (2014)

### Musique de chambre
- Bathymetry[8], pour trio de percussions et instruments microtonaux (2023)
- Aer, pour soprano et neuf musiciens (2021)
- Bioluminescence, pour septuor de cuivres (2021)
- Efflorenscence, pour piano, violon et violoncelle (2019)
- Echoic memories, opéra de chambre : Flûte, 2 violons, alto, 2 violoncelle, contrebasse, percussion et électronique (2019)
- Dust, quatuor à cordes (2019)
- Tenebræ, quatuor à cordes (2018)
- Salt, quatuor à cordes (2018)
- Kintsukuroi, pour saxophone alto, piano et percussions (2017)
- Let (in), pour flûte, deux violons et violoncelle (2017)
- Ere, pour quintette de violones (2016)
- Redaction, pour soprano, clarinette basse, violon, violoncelle et piano (2016)
- Falling’s just like Flying, pour flûte, saxophone ténor, violoncelle et contrebasse (2016)

### Grand ensemble
- Arras, pour flûte, hautbois, clarinette, basson, cor, trompette, trombone, piano, percussion, 2 violons, alto, violoncelle et contrebasse (2020)
- La vingt-cinquième heure, pour chœur mixte, orgue et ensemble de vents (2020)
- La cartographie des sons, pour qanûn et orchestre à cordes (2019)
- Ebb, pour flûte, hautbois, clarinette, basson, cor, trompette, trombone, piano, percussion, 2 violons, alto, violoncelle, contrebasse (2018)
- Ombra, concerto pour violoncelle à cinq cordes et orchestre à cordes (2018)
- Forestforthetrees, pour orchestre à cordes (2017)

### Orchestre
- Listening Underwater[9] (2023)
- [Inaudible][10] (2023)
- Excavated Sound[11] (2022)
- À perte de vue… (2018)
- Les étourneaux (2016)

### Musique de scène
- L’écoute du perdu pour ensemble de cordes (2023)
- Fractals of you, musique de ballet, chorégraphie de Tentacle Tribe (2016)
- Souveraine comme l’amour, musique à l'image (2017)
- Peau/os, musique de ballet, chorégraphie de Chloé Bourdages-Roy (2016)
- No boundaries, musique à l'image (2016)
- Ink (2014)
- A sorry state, musique de documentaire pour Mitch Miyagawa (2012)

## Prix
- 2016 et 2018: Concours de composition de l’OUM[6]
- 2017: Prix du jury et du public de la 5e édition du Concours Accès Arkea[6]
- 2017-2018 : Finaliste pour un prix Opus (création de l’année) pour sa composition Ebb[6]
- 2018: Bourse du Rotary Club de Sienne pour des études à l’Accademia Chigiana auprès de Salvatore Sciarrino[6]
- 2019: Prix Jan V. Matejcek pour nouvelle musique Classique[6]
- 2020 : Commande Azrieli de la musique canadienne
- 2022 : Prix Opus pour compositrice de l’année[12]
- 2022 : Prix JUNO pour composition classique de l’année[13]